# اندیس خاک نسوز ۳۳۳۵ آقای غلامرضا بهرامی
خاک نسوز ۳۳۳۵ آقای غلامرضا بهرامی یک اندیس غیرفلزی است که در حوالی شهر شورجستان استان فارس قرار دارد و مادهٔ معدنی موجود در آن، خاک نسوز است. سنگ میزبان این اندیس سنگ آهک است.